# Gobi de quatre bandes
El gobi de quatre bandes, burret de quatre bandes o cabot de quatre bandes (Chromogobius quadrivittatus) és una espècie de peix de la família dels gòbids i de l'ordre dels perciformes.

## Morfologia
- Els mascles poden assolir 6,6 cm de longitud total.[3]

## Reproducció
Els ous són en forma de pera.

## Alimentació
Menja decàpodes petits i crustacis amfípodes.

## Hàbitat
És un peix marí i demersal.

## Distribució geogràfica
Es troba a la mar Mediterrània i la mar Negra.

## Observacions
És inofensiu per als humans.